# Kampil
Kampil is een nagar panchayat (plaats) in het district Farrukhabad van de Indiase staat Uttar Pradesh. 

## Demografie
Volgens de Indiase volkstelling van 2001 wonen er 8.475 mensen in Kampil, waarvan 54% mannelijk en 46% vrouwelijk is. De plaats heeft een alfabetiseringsgraad van 47%. 